# Nationaal goed

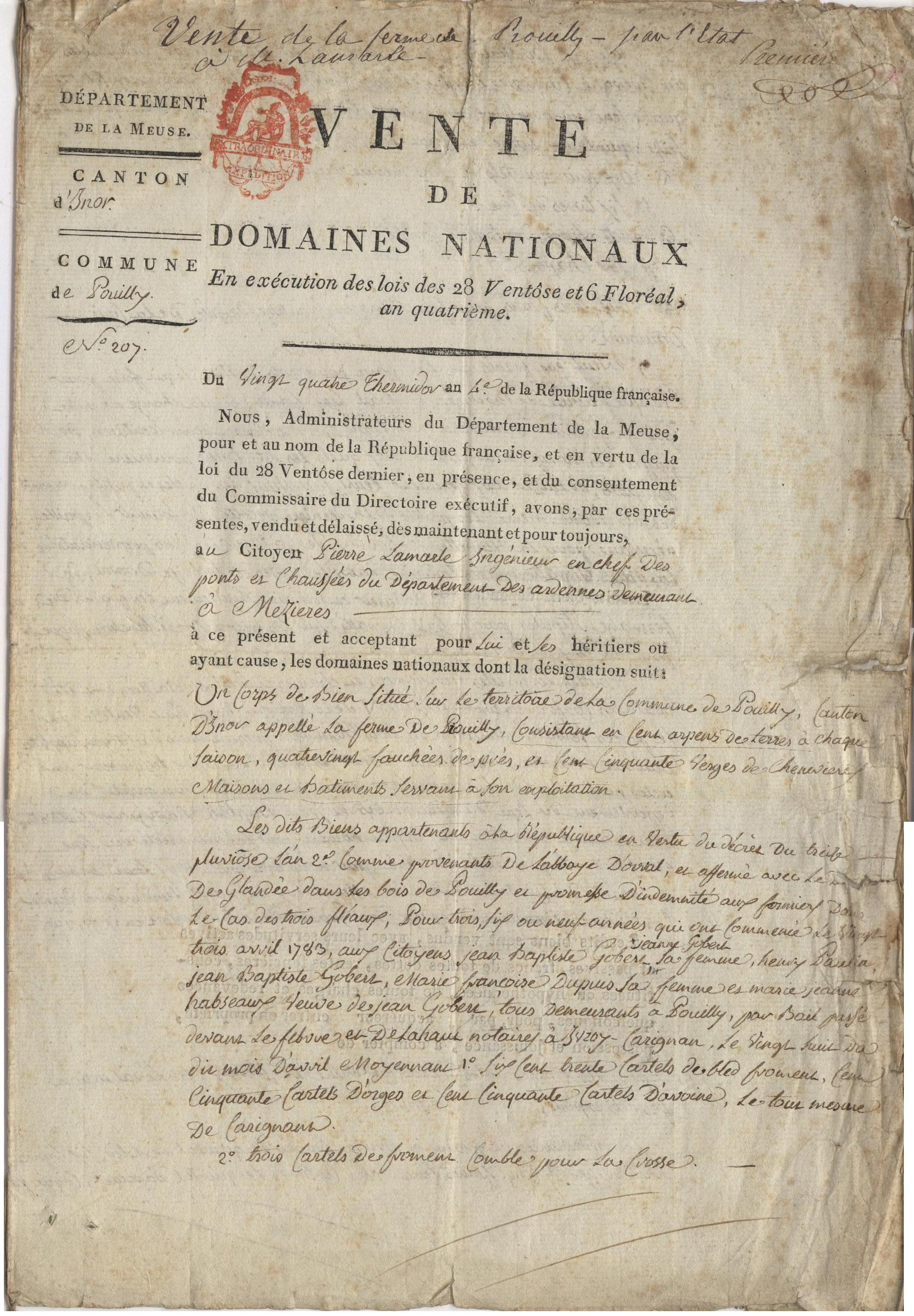
Verkoop van nationale goederen in Pouilly-sur-Meuse

Nationaal goed (Frans: bien national) waren de onroerende eigendommen die tijdens de Franse Revolutie werden onteigend van de geestelijkheid, de Kroon, de adel en de émigrés, en die vervolgens door de Franse staat ten gunste van de publieke financiën werden verkocht. De bedoeling was om zo de fiscale crisis te bedwingen en het staatsbankroet af te wenden, maar ook om de macht van deze 'politieke lichamen' te breken en een constitutionele hervorming door te voeren gebaseerd op nationale soevereiniteit en absolute individuele eigendom.

## Parlementair debat
In het Franse absolutisme bestond een traditie dat kerkelijke bezittingen ter beschikking van de staat stonden. Zo kwamen de eigendommen van de opgeheven jezuïeten, antonieters en celestijnen ten goede aan de staatskas. Tijdens de Revolutie kwam de kwestie van het kerkelijke vermogen voor het eerst aan de orde bij de afschaffing van het feodalisme en de tienden in de nacht van 4 augustus 1789. Alexandre de Lameth hield toen een pleidooi voor algehele onteigening van de geestelijkheid, voortbouwend op het argument van Turgot dat de eigendom van corporaties, anders dan deze van individuen, niet tot het natuurrecht behoorde. Hoewel dit betoog nog geen meerderheid achter zich kreeg, schokte het de clerus wakker. Waar abbé Sieyes kort voordien nog een afkoop van de tienden had bepleit, deed aartsbisschop Leclerc de Juigné nu zonder meer afstand van deze inkomsten (twee derde van het kerkelijk totaal) ten gunste van de natie.
Het was Talleyrand, als bisschop van Autun verkozen voor de clerus in de Staten-Generaal en daardoor lid van de Nationale Grondwetgevende Vergadering, die op 10 oktober 1789 voorstelde om de goederen van de geestelijkheid aan te slaan. Hij argumenteerde dat deze goederen en de opbrengst ervan slechts werden gebruikt om de bedienaars van de eredienst, het onderwijs en de liefdadigheid te onderhouden. Wanneer deze taken voortaan door de staat zouden worden opgenomen, konden deze goederen worden onteigend; de geestelijkheid zou voor haar prestaties een salaris van de staat genieten. Ook zag Talleyrand de nationalisering als een manier om de staatsschuld aan te zuiveren.
De hoge geestelijken waren vernietigend voor wat ze als verraad door een van de hunnen zagen. Er werd geargumenteerd dat een massale uitverkoop de prijzen zou kelderen en dat het intelligenter was om het kerkelijk vermogen als onderpand te gebruiken voor een lening. Een reusachtige kredietlijn van 400 miljoen livres werd aangeboden. Hun tegenstanders verschoven daarop het debat van het financiële naar het constitutionele niveau. Isaac Le Chapelier gaf hiervoor de aanzet. Hij betoogde dat een onafhankelijk en zelfbedruipend politiek lichaam als de kerk niet kon worden toegelaten. Nog systematischer bracht Mirabeau naar voren dat intermediaire lichamen, met zoveel belangen en collectieve macht, moesten verdwijnen en dat indiviuen de enige elementen van de nieuwe maatschappij mochten zijn. Een geestelijke roeping zou volgens Antoine Barnave gewoon een beroep worden, een openbare dienst bezoldigd door de overheid. De onteigening zou de geestelijkheid en de religie versterken door hen te bevrijden van wereldlijke zorgen en verdelende opulentie.
Het debat tussen de afgevaardigden werd op hoog niveau gevoerd. Jacques-Guillaume Thouret baseerde zich op Locke en Turgot om de zaak van de nationalisering te verdedigen. Hij beweerde dat de rechten van het individu voorafgingen aan de maatschappij, terwijl de corps daarentegen morele, fictieve creaties waren van het recht en daardoor ook onder de onbeperkte autoriteit van de wet vielen. Armand-Gaston Camus counterde dit voortgaand op niemand minder dan Jean-Jacques Rousseau. Hij wees erop dat individuele eigendom evenzeer een creatie was van het recht en niet vooraf kon gaan aan het sociaal contract. Als de natie de eigendom van de corps kon afnemen, dan kon ze dat net zozeer, en op dezelfde gronden, van individuen. Het was Mirabeau die deze onrustwekkende analyse ontzenuwde. Op 2 november beklom hij het spreekgestoelte om uiteen te zetten dat de individuele eigendomsrechten deel uitmaakten van het sociaal contract zelf, terwijl deze van de corps achteraf waren gecreëerd door de wet. In deze laatste categorie was er een verder onderscheid tussen de niet-politieke lichamen, zoals de gilden en ambachten, wier eigendom absoluut en privaat was, in tegenstelling tot de politieke lichamen, zoals de Kerk en de Kroon, die niet vrij konden beschikken over hun goederen maar veeleer het bestuur erover waarnamen als onderdeel van een publieke dienst. In zijn concrete voorstel schrok Mirabeau echter terug voor nationalisering en tegeldemaking. Hij gebruikte de vagere woorden "ter beschikking van de natie stellen", terwijl hij tegelijk de tegenprestatie duidelijk omschreef.

## Wetgeving en uitvoering
Het voorstel om de kerkelijke goederen "ter beschikking van de natie" te stellen werd op 2 november 1789 goedgekeurd door de Vergadering met 510 tegen 346 stemmen. Nochtans was dit nog niet de allesbepalende stap. Ook het decreet van 19 december 1789, dat tot de verkoop van 400 miljoen livres aan koninklijke en kerkelijke domeinen besliste, werd nog niet ervaren als definitief, aangezien deze eigendommen in afwachting voort onder het bestuur van de oorspronkelijke eigenaars bleven. Nochtans werden die dag ook de assignaten gecreëerd, waarvoor de nationale goederen het onderpand vormden. De feitelijke onteigening kwam er met het decreet van 14 april 1790, dat het bestuur over de getroffen goederen overdroeg aan de municipaliteiten waar ze waren gelegen. Op 14 mei werd vervolgens bepaald dat de goederen in percelen zouden worden geveild en kon het langdurige verkoopproces beginnen. Bijna 10 percent van het grondbezit in Frankrijk zou van eigenaar wisselen. Er waren 700.000 Fransen die kerkelijk land kochten.
Vanaf maart 1792 werd de maatregel uitgebreid tot de goederen van de, veelal adellijke, politieke vluchtelingen die Frankrijk verlieten en daardoor verdacht werden van samenzwering tegen de Revolutie. Met de afschaffing van de monarchie volgden ook de goederen van de Kroon.
De zo onteigende goederen werden verkocht aan de meestbiedende. Omdat niet alle goederen tegelijk verkocht konden worden, en de Franse Staat toch dringend geld nodig had, werden de assignaten uitgegeven, een vorm van staatsobligaties met de nationale goederen als onderpand. Deze assignaten evolueerden tot papiergeld en verloren snel aan waarde.
Het verkopen van de nationale goederen was een complexe operatie die honderden wetten vergde en die pas in 1867 werd afgerond.

## Zuidelijke Nederlanden
De Zuidelijke Nederlanden werden vanaf 1 oktober 1795 formeel door Frankrijk aangehecht, en de revolutionaire wetgeving werd er geleidelijk ingevoerd. Met de wet van 15 fructidor IV (1 september 1796) werden de abdijen en kloosters in de negen départements réunis opgeheven (artikel 1). De inbeslagname (artikel 5), verkoop en vervolgens soms afbraak van waardevolle monumenten verliep vaak nog drastischer dan in Frankrijk zelf.  De wet voorzag in een pensioen voor de werkloze geestelijken, onder de vorm van een eenmalige kapitaaluitkering in retraitebons (artikel 11). De betrokkenen konden deze bons enkel gebruiken om nationale goederen in de negen 'Belgische' departementen terug in te kopen (artikel 13). Twintig dagen na ontvangst van de bons moesten de religieuzen hun klooster verlaten en hun kleed afleggen (artikel 17-18). Een aanzienlijk deel van de geestelijkheid weigerde de bons in ontvangst te nemen en verbeurde zo elke schadeloosstelling. Anderen verkochten hun bons aan speculanten, ondanks het verbod (artikel 14). Opkopers van zwart goed werden scheef bekeken, vooral op het platteland.
In 1797 nam het Directoire een volgende stap in het confisqueren van kerkelijke goederen. Voortvluchtige geestelijken en zij die weigerden de Eed van haat af te leggen, zagen alle bezittingen van hun kerken en pastorijen onder sekwester geplaatst ten voordele van de staatskas.
De verkoop van in beslag genomen goederen ging nog door tot begin jaren 1820, onder het Verenigd Koninkrijk der Nederlanden.

## Gevolgen
Veel kerkelijke gebouwen en gronden kwamen in privéhanden terecht. De nieuwe eigenaars waren meestal vermogende en ondernemende leden van de bourgeoisie. Ze braken de gebouwen af of vestigden er fabrieken in. Door de verkoop van de nationale goederen zijn heel wat belangrijke cultuurhistorische monumenten verdwenen; daar tegenover staat dat de economische expansie er door werd bevorderd.
Hoewel de confiscatie van dergelijke goederen destijds een nationalisering werd genoemd, wordt ze tegenwoordig eerder beschouwd als een privatisering. Het ultieme doel en effect was immers alle delen van het nationaal domein die vatbaar waren voor individuele eigendom af te stoten, zodat alleen de publieke eigendommen in overheidshanden bleven (zijnde wat niet aan iemand kón behoren, zoals wegen en stadsmuren, alsook onbeheerde nalatenschappen).

## Voetnoten
1. ↑  Rafe Blaufarb, The Great Demarcation. The French Revolution and the Invention of Modern Property, 2019, p. 120
2. ↑  Rafe Blaufarb, The Great Demarcation. The French Revolution and the Invention of Modern Property, 2019, p. 124
3. ↑  Rafe Blaufarb, The Great Demarcation. The French Revolution and the Invention of Modern Property, 2019, p. 127
4. ↑  Peter McPhee, Liberty or Death. The French Revolution, 2017, p. 92
5. ↑  Rafe Blaufarb, The Great Demarcation. The French Revolution and the Invention of Modern Property, 2019, p. 148
6. ↑  Loi qui supprime les établissements religieux dans les neuf départemens réunis par la loi du 9 vendémiaire, an IV, Google Books
7. ↑  Decreet van 5 Brumaire jaar VI (26 oktober 1797)
8. ↑  Eed van haat aan het koningdom en aan de anarchie, van gehechtheid en van getrouwheid aan de Republiek en aan de Constitutie van het jaar III, ingesteld bij wet van 19 Fructidor jaar V (5 september 1797)
9. ↑  Rafe Blaufarb, The Great Demarcation. The French Revolution and the Invention of Modern Property, 2019, p. 145-146